# Live! At the Village Gate
Live! At the Village Gate ist ein posthum veröffentlichtes Album von Thelonious Monk. Die Aufnahmen, die im New Yorker Jazzclub The Village Gate stattfanden, entstanden nach Angaben des Produzenten Don Schlitten am 12. November 1963, waren aber wahrscheinlich an einem früheren Datum im Jahr 1962 aufgenommen worden. Die Aufnahmen erschienen 1985 als Langspielplatte bei Xanadu Records und 1997 als Compact Disc auf dem japanischen Label Break Time.

## Hintergrund
Im Mai 1963 war Monk mit seinem Quartett auf Tournee in Japan (Monk in Toyko), im Juni gastierte er auf dem Newport Jazz Festival (dokumentiert auf At Newport 1963 & 1965) im September auf dem Monterey Jazz Festival. Sieben Wochen später trat Thelonious Monk mit seinem Quartett, bestehend aus Charlie Rouse, John Ore und Frankie Dunlop im Jazzclub The Village Gate auf.
In seiner Biografie Thelonious Monk: The Life and Times of an American Original zweifelte Robin D. G. Kelley das von Produzent Don Schlitten in den Liner Notes angegebene Aufnahmedatum an; an diesen Tagen spielten nach vorliegenden Quellen in der New York Times Larry Adler, Paul Draper und Nina Simone im Village Gate. Zum angegebenen Zeitpunkt (11. November) spiele Monk selbst mit anderem Bandpersonal im New Yorker Five Spot. Auch das vom Autor Chris Sheridan (Brilliant Corners, 2001) angegebene Datum (12. November 1962) sei nicht wahrscheinlich, da Monks Engagement im Village Gate nach der ersten Septemberwoche 1962 endete.

## Titelliste
- Thelonious Monk – Live at the Village Gate (Xanadu Records – 202, Break Time – BRJ-4536, SCD-1535)[3]

1. Rhythm-A-Ning (Monk) 12:40

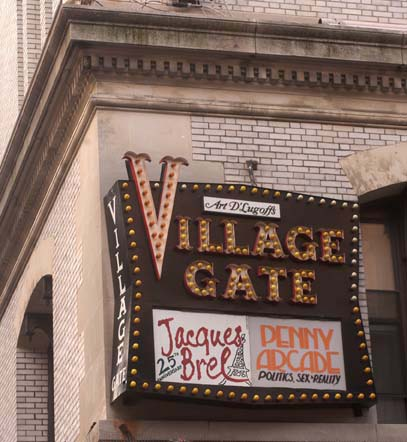
Logo des Village Gate

2. Body and Soul (Heyman, Green, Sour) 2:50
3. Evidence (Monk) 9:43
4. I’m Getting Sentimental Over You (Bassman, Washington) 10:51
5. Body and Soul (Heyman, Green, Sour) 3:33
6. Jackie-Ing (Monk) 10:55

## Rezeption
Scott Yanow vergab an das Album in Allmusic vier Sterne und meinte, die Qualität dieses Mitschnitt sei „überdurchschnittlich“; die Aufnahmequalität sei anständig, und obwohl das Repertoire dem der Gruppen Monk entspreche – vier Originalkompositionen und zwei kurze Solo-Versionen von „Body and Soul“ – spielten sowohl Monk als auch Tenorsaxophonist Charlie Rouse durchweg erfinderische Soli, während Ore und Dunlop eine gute Unterstützung böten. Eine lange Version von „I’m Getting Sentimental Over You“ ist höchst denkwürdig.